# خاک و طلا
خاک و طلا (ارمنی: Հող և ոսկի) یک فیلم است محصول سال ۱۹۸۴ ارمنستان، به کارگردانی آرمان ماناریان

## بازیگران
- آزات شرانتس در نقش گئوُ
- آناهیت قوکاسیان در نقش لیزا
- نوارت آبالیان در نقش زابل
- گئورگ استامبولتسیان[الف] در نقش هاکوب
- کیم یریتسیان[ب] در نقش سروژ
- هاکوب آزیزیان[پ] در نقش مارگاریان
- موسس گورگیسیان در نقش سانتور
- استپان گاندارلیان[ت] در نقش مامیکون
- کریست ماناریان[ث] در نقش آرامائیس
- آنی سیمونیان[ج] در نقش آرئوهات
- آنتا هاروتیونیان[چ] در نقش آستغیک
- ژانا بلبولیان[ح] در نقش یرانیاک
- ریما چیلینگاریان[خ] در نقش لوسابر
- آرشاک اوهانیان[د] در نقش واسیا
- تیگران ووسکانیان[ذ] در نقش آشوت

## یادداشت
1. ↑  Գևորգ Ստամբոլցյան
2. ↑  Կիմ Երիցյան
3. ↑  Հակոբ Ազիզյան
4. ↑  Ստեփան Գանտրալյան
5. ↑  Քրիստ Մանարյան
6. ↑  Անի Սիմոն
7. ↑  Անետա Հարությունյան
8. ↑  Ժաննա Բլբուլյան
9. ↑  Ռիմա Չիլինգարյան
10. ↑  Արշակ Օհանյան
11. ↑  Տիգրան Ոսկանյան